# 1977 Голяма награда на Бразилия
1977 Голяма награда на Бразилия е 5-о за Голямата награда на Бразилия и втори кръг от сезон 1977 във Формула 1, провежда се на 23 януари 1977 година на пистата Интерлагос в Сао Пауло, Бразилия.

## История на кръга
Единствената промяна в стартовия списък е присъствието на БРМ, които успяха да пристигнат с новия болид P207 за Лари Пъркинс.

### Квалификация
Чудесната форма на Джеймс Хънт продължи с поредна първа позиция, която е десета в неговата кариера. Карлос Ройтеман записа второ време пред Лотус-а на Марио Андрети и Йохен Мас. Карлос Паче се класира пети в домашното си състезание пред Патрик Депайе, Джон Уотсън, Рони Петерсон, Клей Регацони и Гунар Нилсон. Ники Лауда остана едва 13-и след проблеми с настройките по автомобила в петък и теч в маслото в събота, докато Пъркинс остана на 12 секунди от времето на Хънт с проблеми по горивната система.

### Състезание
Паче направи добър старт което прати бразилеца между Хънт и Ройтеман в първия завой, преди да поеме водачеството малко по-късно. Проблемите на БРМ продължават с отпадането на Пъркинс поради прегряване на неговия болид, докато Иън Шектър навъртя обиколка повече преди да спре с повреда по скоростната кутия. Виторио Брамбила спря в 11-а обиколка с дупка в радиатора, докато по-малкия брат на Иън, Джоди отпадна с повреда в двигателя. Хънт си върна лидерството си през това време, породена от грешка отстрана на Паче на втория завой. Англичанинът обаче удари Брабам-а, деформирайки предния нос и това прати Карлос в бокса. Две обиколки по-късно Мас загуби контрол на същото място където Паче направи грешка, но този път германеца се вряза в предпазните ограждения като по-късно болида му повлече Инсайн-а на Регацони, Петерсон и Брамбила. В 19-а обиколка Андрети напусна надпреварата с дефект в запалителната система.
Хънт продължи да води с няколко секунди пред Ройтеман и Том Прайс, който благодарение на отпаданията на съперниците му се изкачи на трета позиция. Жак Лафит получи същия проблеми когото го сполетя в Аржентина и французина е принуден да спре в бокса. Скоро преднината на Хънт започна да намалява заради проблем в управлението. Това позволи на Ройтеман да се доближи до Макларън-а и да го изпревари в 23-та обиколка, принуждавайки Хънт да влезе в бокса обиколка по-късно за нови предни гуми. Англичанинът се върна пети на трасето и набързо се справи с Уотсън и с Лауда.
Депайе влезе в бокса в 23-та обиколка, с износена задна гума като парчетата каучук разрушиха радиатора. Връщайки се на трасето французина се завъртя и се удари право в паркирания Макларън на Мас. Лафит и Уотсън също напуснаха състезанието, като последния загуби контрол на същото място където Паче отпадна малко по-рано. Прайс се изкачи на втора позиция след влизането на Хънт в бокса, но шест обиколки до финала двигателя го предаде. Джеймс усилено преследва Ройтеман в опит да си върне позицията, но разликата му между него и аржентинеца е твърде голяма, а обиколките остават все по-малко.
Ройтеман пресече финала за своята първа победа от ГП на Германия 1975 насам и общо пета в кариерата на аржентинеца. Хънт завърши втори пред Лауда, който за първи път е победен от Ройтеман. Прекалено многото отпадания изкачи Емерсон Фитипалди на четвърта позиция пред Гунар Нилсон и Ренцо Дзордзи, който записа първата си точка като компенсация за отпадането на Прайс. Последния финиширал е Инго Хофман с втория Коперсукар-Фитипалди, правейки уикенда за бразилския тим още по-успешен.

## Класиране
| Поз | No | Пилот             | Конструктор       | Обиколки | Време/Отпадане | Място | Точки |
| --- | -- | ----------------- | ----------------- | -------- | -------------- | ----- | ----- |
| 1   | 12 | Карлос Ройтеман   | Ферари            | 40       | 1:45:07.72     | 2     | 9     |
| 2   | 1  | Джеймс Хънт       | Макларън-Форд     | 40       | + 10.71        | 1     | 6     |
| 3   | 11 | Ники Лауда        | Ферари            | 40       | + 1:47.51      | 13    | 4     |
| 4   | 28 | Емерсон Фитипалди | Фитипалди-Форд    | 39       | + 1 Об.        | 16    | 3     |
| 5   | 6  | Гунар Нилсон      | Лотус-Форд        | 39       | + 1 Об.        | 10    | 2     |
| 6   | 17 | Ренцо Дзордзи     | Шадоу-Форд        | 39       | + 1 Об.        | 18    | 1     |
| 7   | 29 | Инго Хофман       | Фитипалди-Форд    | 38       | + 2 Об.        | 19    |       |
| Отп | 8  | Карлос Паче       | Брабам-Алфа Ромео | 33       | Инцидент       | 12    |       |
| Отп | 16 | Том Прайс         | Шадоу-Форд        | 33       | Двигател       | 5     |       |
| Отп | 18 | Ханс Биндер       | Съртис-Форд       | 32       | Окачване       | 20    |       |
| Отп | 7  | Джон Уотсън       | Брабам-Алфа Ромео | 30       | Инцидент       | 7     |       |
| Отп | 26 | Жак Лафит         | Лижие-Матра       | 26       | Инцидент       | 14    |       |
| Отп | 4  | Патрик Депайе     | Тирел-Форд        | 23       | Инцидент       | 6     |       |
| Отп | 5  | Марио Андрети     | Лотус-Форд        | 19       | Запалване      | 3     |       |
| Отп | 9  | Алекс Рибейро     | Марч-Форд         | 16       | Двигател       | 21    |       |
| Отп | 2  | Йохен Мас         | Макларън-Форд     | 12       | Инцидент       | 4     |       |
| Отп | 3  | Рони Петерсон     | Тирел-Форд        | 12       | Инцидент       | 8     |       |
| Отп | 22 | Клей Регацони     | Инсайн-Форд       | 12       | Инцидент       | 9     |       |
| Отп | 19 | Виторио Брамбила  | Съртис-Форд       | 11       | Инцидент       | 11    |       |
| Отп | 20 | Джоди Шектър      | Волф-Форд         | 11       | Двигател       | 15    |       |
| Отп | 10 | Иън Шектър        | Марч-Форд         | 1        | Трансмисия     | 17    |       |
| Отп | 14 | Лари Пъркинс      | БРМ               | 1        | Прегряване     | 22    |       |

## Класиране след състезанието
| Поз | Пилот             | Точки |
| --- | ----------------- | ----- |
| 1   | Карлос Ройтеман   | 13    |
| 2   | Джоди Шектър      | 9     |
| 3   | Карлос Паче       | 6     |
| 4   | Джеймс Хънт       | 6     |
| 5   | Емерсон Фитипалди | 6     |
| 6   | Ники Лауда        | 4     |
| 7   | Марио Андрети     | 2     |
| 8   | Гунар Нилсон      | 2     |

| Поз | Конструктор       | Точки |
| --- | ----------------- | ----- |
| 1   | Ферари            | 13    |
| 2   | Волф-Форд         | 9     |
| 3   | Брабам-Алфа Ромео | 6     |
| 4   | Макларън-Форд     | 6     |
| 5   | Фитипалди-Форд    | 6     |
| 6   | Лотус-Форд        | 4     |
| 7   | Инсайн-Форд       | 1     |
| 8   | Шадоу-Форд        | 1     |